# 广德军
广德军，北宋时设置的军。
南唐保大八年（950年）以宣州广德县置广德制置司。北宋太平兴国四年（979年）升为广德军，治所在广德县（今安徽省广德市）。属江南东路。辖境相当今安徽广德市、郎溪县。为苏、皖、浙交通冲要，杭州西北重镇。南宋建炎（1129年）金兀朮攻临安，取道于此。元世祖至元十二年（1275年）阿剌罕进攻临安，也取道于此。至元十四年（1277年），改为广德路。 